# Jiang Ziya
Jiang Ziya (姜子牙S, Jiāng ZǐyáP) o Jiang Taigong (姜太公S), noto anche come Jiang Shang (姜尚S), Lü Shang (呂尚S) o Lü Wang (呂望S) (... – XI secolo a.C.) è stato un politico cinese, secondo la tradizione,  un ministro dei primi re di Zhou che avrebbe aiutato a sconfiggere gli Shang, così come il fondatore dello Stato e della civiltà Qi nello Shandong.
Esperto di strategia di guerra, politica e di economia, a volte è chiamato il "padre delle cento scuole" (百家宗師). È considerato l'autore dell'opera Liu tao ("i sei segreti", 六韜), uno dei sette trattati sulla guerra, così come autore di molte nozioni contenute in altre opere di strategia quali lo Yinfu jing (陰符經), il Taigong bingfa (太公兵法) o il Taigong jingui (太公金匱).
Eroe popolare, fu deificato dal taoismo, che lo considera un immortale e un grande esorcista. È uno dei personaggi principali del romanzo della Dinastia Ming Fengshen Yanyi, che lo menziona come un discepolo dei Tre Puri.

## Biografia
Nonostante i numerosi riferimenti alla sua vita presenti nei testi pre-imperiali, non sono disponibili informazioni specifiche su di lui. Le tradizioni letterarie e popolari hanno cercato di colmare le lacune dovute alla mancanza di prove storiografiche certe.

### Nome
Il nome Jiang (姜, più raramente 薑) deriva dal suo clan xing (姓), simile al mitico sovrano Yandi, di cui sarebbe il discendente della 51ª generazione. All'alba della dinastia Xia, uno dei suoi antenati avrebbe aiutato Yu il Grande a pacificare il fiume e come ricompensa ottenne la roccaforte di Lü (呂), da cui prese il cognome shi (氏). Ziya (子牙) è dato come il suo nome di cortesia e Shang (尚) come il suo nome originale. Tuttavia, altre fonti affermano che abbia ottenuto questi nomi in tarda età. Shang verrebbe da Shang Fu (尚父), padre anziano o padre superiore, nome di cortesia del re della dinastia Zhou. Taigong (太公) sarebbe il suo nome onorario postumo di Qi Taigong (齊太公, "granduca di Qi"), o una perifrasi della parola Taigongwang (太公望, "Speranza (wang) del [deceduto] granduca (taigong)"), nome attribuitogli dal re Wen della dinastia Zhou che aveva riconosciuto in lui l'eroe atteso da uno dei suoi antenati. A volte viene anche denominato Wang, mentre "Orso volante" (Feixiong, 飛熊) sarebbe il suo nome taoista.

### Origine e famiglia
Si ritiene comunemente che fosse originario di Donghai (東海), sebbene alcune fonti come lo Shuijingzhu (水经注) ritengano che sia nato a Henei (河内), nell'Henan. Gli autore ipotizzano che Donghai, un nome che fu attribuito a varie località in tempi diversi, possa trovarsi vicino a Rizhao, nello Shandong, nell'Henan o nell'Anhui. Alcune fonti come il Lüshi Chunqiu lo reputano appartenente ai Dongyi (東夷), un gruppo etnico distinto dagli Huaxia (華夏) a cui sarebbero appartenuta la dinastia Zhou.
La tradizione successiva gli ha assegnato date precise di nascita e morte senza però affidarsi a basi storiche, affermando che fosse nato il terzo giorno dell'ottavo mese dell'ottavo anno di regno di Gengdingdi (更丁帝) della dinastia Shang (all'incirca 1211 a.C.) e che fosse morto a 139 anni nel sesto anno del regno di Kang della dinastia Zhou (周康王) (all'incirca 1072 a.C.). Anche le informazioni riguardanti la sua famiglia non sono considerate attendibili: avrebbe sposato una donna di nome Shenjiang (申姜) dalla quale sarebbero nati tredici figli maschi e una figlia di nome Yijiang (邑姜), imperatrice di Wu della dinastia Zhou.

### Carriera politica
Allo stesso modo, nulla ci permette di sapere se il racconto della sua vita sia un archetipo del tradizionale viaggio intrapreso da un saggio, dagli inizi impervi e dai successi tardivi, o se si basi su elementi reali. Arricchita dalla letteratura e dalla tradizione orale, la sua storia prevede diverse versioni.
Proveniente da una famiglia un tempo illustre ma senza fortuna, avrebbe intrapreso per molti anni senza successo diversi mestieri prima di ottenere un posto da impiegato statale minore, che tuttavia finì per abbandonare, disgustato dalla condotta di Di Xin, ultimo re della dinastia Shang. Decise quindi di lasciare la capitale Zhaoge (朝歌）per ritirarsi a Xiqi (西岐), nello Shandong, più precisamente in un luogo chiamato Panxi (蟠溪) o Ciquan (磁泉). Abbandonato da sua moglie che decise di non seguirlo, visse quindi da eremita per dieci anni. Un giorno, mentre pescava presso la riva del fiume con una canna dalla lenza troppo corta, ne perse un gancio dritto: gli fu quindi chiesto da passanti cosa sperasse di prendere in questo modo, ai quali egli rispose: "Un re e i suoi vassalli". Allora il futuro re Wen della dinastia Zhou, avvertito da un sogno, gli venne incontro e lo prese dapprima come consigliere, poi come ministro, quando Jiang Ziya aveva 83 anni. Secondo una versione successiva, Jiang Ziya avrebbe pregato il re di tirare il suo carro con le mani. Incuriosito, quest'ultimo avrebbe acconsentito, fermandosi dopo ottocento passi. Jiang Ziya avrebbe quindi detto: "Voi sarete re e la vostra dinastia durerà ottocento anni". Il signore allora avrebbe cercato di tirare il carro ancora un po', seppur stremato dallo sforzo.
Usando le sue abilità strategiche, Jiang Ziya aiutò i re della dinastia Zhou a sconfiggere gli Shang e a consolidarne il potere. Secondo la leggenda, che gli conferisce una longevità soprannaturale, avrebbe successivamente servito i primi quattro re. Spostandosi a Qi da Wuwang, seppe adattare il suo governo alle usanze locali. Chengwang gli ordinò di punire i paesi ribelli a Qi, consentendo a questa roccaforte di acquisire importanza. Per preservare il mana del ministro, sulla base degli insegnamenti del fengshui i re della dinastia Zhou avrebbero ordinato che lui e i suoi discendenti fino alla quinta generazione fossero sepolti con loro vicino a Xianyang, nello Shaanxi, e non nella loro roccaforte orientale. Un cenotafio contenente il suo cappotto e il suo copricapo sarebbe stato comunque eretto a Qi, di cui il Tempio Taigong (姜太公 祠) a Linzi (临淄) (l'attuale Zibo) sostiene di essere la continuazione.

## Riconoscimento ufficiale
Tradizionalmente considerato un "santo saggio militare" (wusheng 武聖) dal potere imperiale, ricevette un'attenzione speciale dal primo imperatore Tang Taizong (626-649), che lo assurse a sovrano modello nella sua propaganda, facendo costruire un tempio ufficiale dedicato a lui a Panxi (磻溪), presunto luogo del suo ritiro. Nel 731 l'imperatore ordinò di costruire ulteriori templi in ogni distretto (zhou 州), dove si sarebbero svolte tutte le cerimonie in date fisse e prima di ogni spedizione militare. Fu nominato re postumo nel 739 (Wuchengwang 武成王). Successivamente, l'Imperatore Zhenzong (997-1022) (宋真宗) della dinastia Song gli conferì il titolo di Zhaolie wucheng wang (昭烈武成王), e nel 1072 Shenzong (宋神宗) rese obbligatoria la lettura del Taigong bingfa (太公兵法, "L'arte della guerra di Jiang Taigong").

## Discendenza
Jiang Ziya è considerato un antenato della famiglia cinese o coreana Lu (盧 o 卢) (Roh), un cognome che proverrebbe dall'omonimo feudo fondato da Jiang Shi (姜傒), discendente della decima generazione di Jiang Ziya. Anche i Qiu (邱 o 丘）affermano di discendere da lui.